# Asamayi
Asamayi, eller Kuh-e Asamayi (persiska: کوه آسمایی, "Asamayiberget"), är ett mindre berg, eller höjd, i Afghanistans huvudstad Kabul. Den högsta toppen på Asamayi når 2 101 meter över havet, eller 211 meter över den omgivande terrängen.